# Bathythrix fragilis
Bathythrix fragilis là một loài tò vò trong họ Ichneumonidae.